# Фесенков (лунный кратер)
Кратер Фесенков (лат. Fesenkov), не путать с кратером Фесенков на Марсе, — крупный ударный кратер в южном полушарии обратной стороны Луны. Название присвоено в честь советского астронома и астрофизика Василия Григорьевича Фесенкова (1889—1972) и утверждено Международным астрономическим союзом в 1973 г. 

## Описание кратера
Ближайшими соседями кратера являются кратер Циолковский на западе; кратер Пирке на северо-востоке и кратер Штарк на юге. Селенографические координаты центра кратера 23°10′ ю. ш. 135°08′ в. д. / 23,16° ю. ш. 135,14° в. д., диаметр 36,1 км, глубина 2,1 км. 
Кратер Фесенков имеет близкую к циркулярной форму, значительно разрушен и перекрыт породами выброшенными при образовании кратера Циолковский. Вал сглажен и перекрыт множеством кратеров различного размера. Дно чаши пересеченное, особенно в восточной части. В центре чаши расположено небольшое поднятие местности севернее которого находится маленький кратер окруженный выброшенными породами с высоким альбедо.

## Сателлитные кратеры
| Фесенков | Координаты                                              | Диаметр, км |
| -------- | ------------------------------------------------------- | ----------- |
| F        | 23°16′ ю. ш. 137°22′ в. д. / 23,27° ю. ш. 137,36° в. д. | 13,1        |
| S        | 23°32′ ю. ш. 133°45′ в. д. / 23,54° ю. ш. 133,75° в. д. | 16,7        |